# Liste der Biografien/Parz
Liste der Biografien |
Portal Biografien |
Personensuche
# |
A |
B |
C |
D |
E |
F |
G |
H |
I |
J |
K |
L |
M |
N |
O |
P |
Q |
R |
S |
T |
U |
V |
W |
X |
Y |
Z |
?
 
Pa |
Pc |
Pe |
Pf |
Ph |
Pi |
Pj |
Pk |
Pl |
Pm |
Pn |
Po |
Pr |
Ps |
Pt |
Pu |
Pv |
Pw |
Py
 
Paa |
Pab |
Pac |
Pad |
Pae |
Paf |
Pag |
Pah |
Pai |
Paj |
Pak |
Pal |
Pam |
Pan |
Pao |
Pap |
Paq |
Par |
Pas |
Pat |
Pau |
Pav |
Paw |
Pax |
Pay |
Paz
 
Para |
Parb |
Parc |
Pard |
Pare |
Parf |
Parg |
Parh |
Pari |
Park |
Parl |
Parm |
Parn |
Paro |
Parp |
Parq |
Parr |
Pars |
Part |
Paru |
Parv |
Parw |
Pary |
Parz
Die Liste der Biografien führt alle Personen auf, die in der deutschsprachigen Wikipedia einen Artikel haben. Dieses ist eine Teilliste mit 15 Einträgen von Personen, deren Namen mit den Buchstaben „Parz“ beginnt.

## Parz

### Parza
- Parzajuk, Kevin (* 2002), paraguayischer Fußballspieler
- Parzany, Ulrich (* 1941), deutscher Theologe, Pfarrer, Evangelist und AutorUlrich Parzany (* 1941)

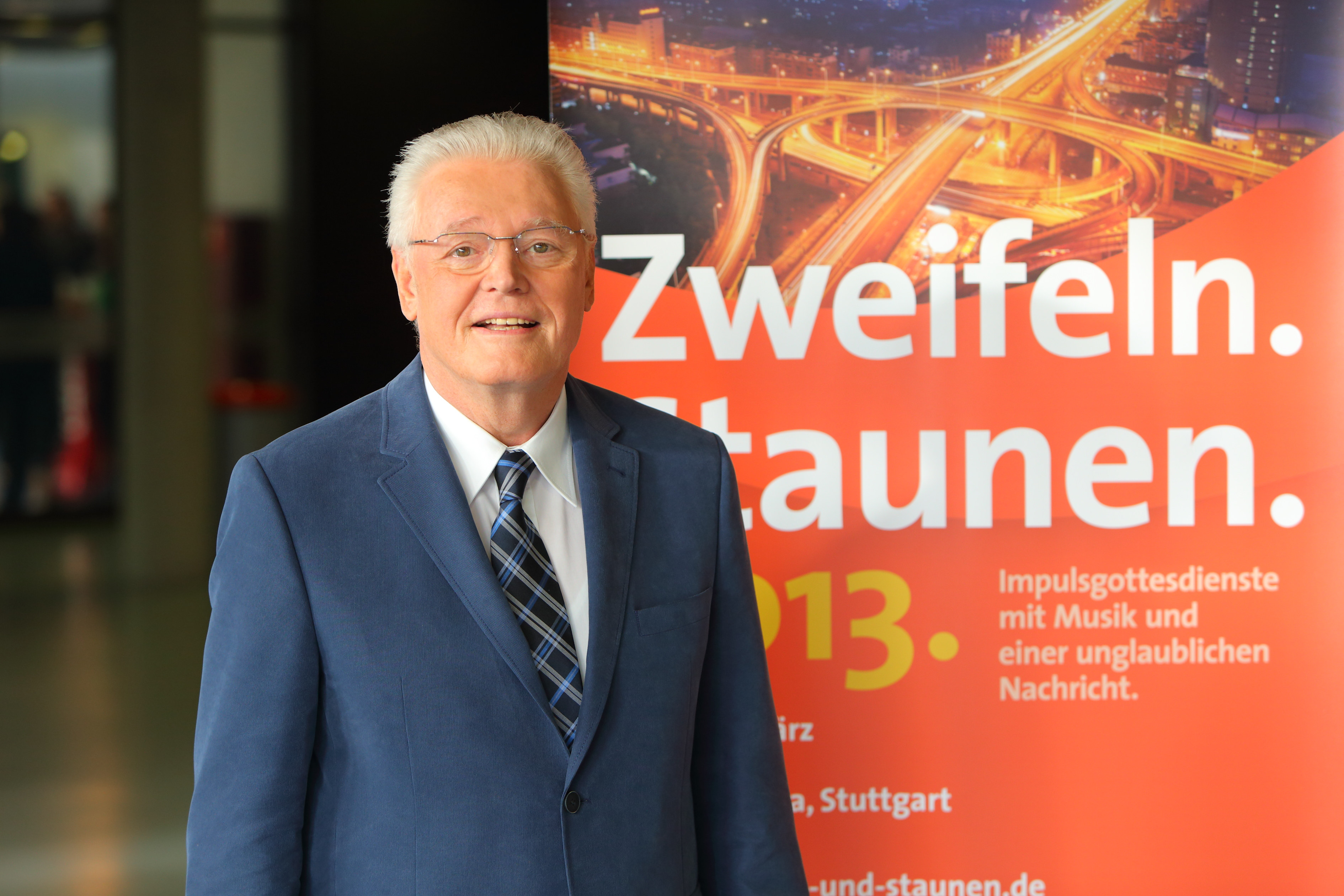
Ulrich Parzany (* 1941)

### Parze
- Parzeller, Markus (* 1964), deutscher Rechtsmediziner und Rechtsanwalt
- Parzer, Robert (1943–2015), österreichischer Politiker (ÖVP), Landtagsabgeordneter und Gemeinderat

### Parzh
- Parzhuber, Alexander (* 1996), deutscher Jazzmusiker (Schlagzeug, Komposition)

### Parzi
- Parzinger, Franz, deutscher Kommunalpolitiker (CSU)
- Parzinger, Hans (1886–1958), deutscher Bildhauer
- Parzinger, Hermann (* 1959), deutscher Prähistoriker
- Parzinger, Sepp (1911–1979), deutscher Politiker (BP), MdB
- Parzinger, Sixtus Josef (1931–2023), österreichischer Ordensgeistlicher und römisch-katholischer Bischof von Villarrica in Chile
- Parzinger, Tommi (1903–1981), deutsch-amerikanischer Grafiker und Designer

### Parzl
- Parzl, Josef (1937–2010), deutscher Fußballspieler

### Parzu
- Parzudaki, Charles (1806–1889), französischer Ornithologe
- Parzudaki, Émile (1829–1899), französischer Geschäftsmann und Naturalienhändler

### Parzy
- Parzyszek, Piotr (* 1993), polnischer Fußballspieler